# Adolf Ferdinand Weinhold

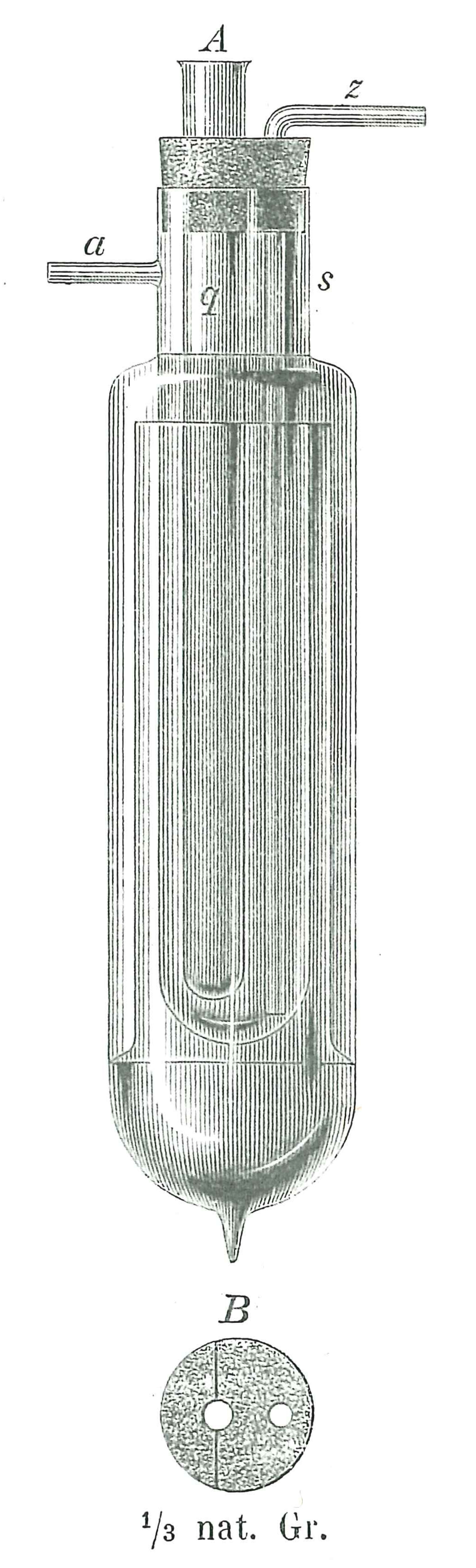
Das von Weinhold 1881 beschriebene Vakuumgefäß

Adolf Ferdinand Weinhold (* 19. Mai 1841 in Zwenkau; † 2. Juli 1917 in Chemnitz) war ein deutscher Physiker und Chemiker.
Weinhold war das vierte Kind des Königlichen Gerichtsrats Friedrich Moritz Weinhold und verbrachte seine Kindheit in Zwenkau bei Leipzig. In den Jahren 1857 bis 1861 studiert er an den Universitäten Leipzig und Göttingen, vorrangig Chemie bei Otto Linné Erdmann und Friedrich Wöhler, bevor er eine Anstellung als Assistent an der Landwirtschaftlichen Versuchsstation in Chemnitz fand. 1864 wurde er probeweise und ab 1865 bestellter Physiklehrer an der Königlichen Gewerbschule Chemnitz. 1870 erhielt er den Professorentitel und 1873 aufgrund seiner Arbeit über „Messung hoher Temperaturen“ von der Universität Leipzig den akademischen Grad Dr. phil.
Weinhold war einer der Initiatoren der ersten städtischen Elektrizitätswerke auf Drehstrombasis in Chemnitz, Dresden, Leipzig und Plauen.
In seinem Lehrbuch „Physikalische Demonstrationen“ beschrieb er 1881 eine Vakuum-Mantelflasche zu Laborzwecken. Jedoch nutzte James Dewar bereits 1874 ein doppelwandiges, aus verspiegeltem Glas bestehendes, evakuiertes Gefäß zum Aufbewahren von verflüssigten Gasen, das zu seinen Ehren auch heutzutage noch als Dewargefäß bezeichnet wird. Reinhold Burger aus Pankow griff die Idee des Vakuummantels auf und ließ sich am 1. Oktober 1903 eine Isolierkanne für den Alltagsgebrauch patentieren, die mechanisch robuster konstruiert war.
Ihm zu Ehren tragen folgende Gebäude seinen Namen:
- die Zwenkauer Marktbebauung „Weinhold-Arkade“
- der „Adolf-Ferdinand-Weinhold-Bau“ der TU Chemnitz

## Werke
- Leitfaden für den physikalischen Unterricht (24 Auflagen)
- Physikalische Demonstrationen – Anleitung zum Experimentieren im Unterricht an Gymnasien, Realschulen und Gewerbschulen (7 Auflagen)
- Vorschule der Experimentalphysik – Naturlehre in elementarer Darstellung nebst Anleitung zur Ausfertigung der Apparate (5 Auflagen)